# العلاقات المالية النيكاراغوية
العلاقات المالية النيكاراغوية هي العلاقات الثنائية التي تجمع بين مالي ونيكاراغوا.

## مقارنة بين البلدين
هذه مقارنة عامة ومرجعية للدولتين:
| وجه المقارنة                                              | مالي            | نيكاراغوا        |
| --------------------------------------------------------- | --------------- | ---------------- |
| المساحة (كم2)                                             | 1.24 مليون      | 130.38 ألف       |
| عدد السكان (نسمة)                                         | 18.54 مليون     | 6.22 مليون       |
| الكثافة السكانية (ن./كم²)                                 | 14.95           | 47.71            |
| العاصمة                                                   | باماكو          | ماناغوا          |
| اللغة الرسمية                                             | لغة فرنسية      | اللغة الإسبانية  |
| العملة                                                    | فرنك غرب أفريقي | كوردبا نيكاراغوا |
| الناتج المحلي الإجمالي (بليون دولار)                      | 15.29 مليار     | 13.81 مليار      |
| الناتج المحلي الإجمالي (تعادل القوة الشرائية) بليون دولار | 35.69 مليار     | 31.63 مليار      |
| الناتج المحلي الإجمالي الاسمي للفرد دولار أمريكي          | 724             | 2.09 ألف         |
| الناتج المحلي الإجمالي للفرد دولار أمريكي                 | 1.60 ألف        | 4.92 ألف         |
| مؤشر التنمية البشرية                                      | 0.419           | 0.631            |
| رمز المكالمات الدولي                                      | +223            | +505             |
| رمز الإنترنت                                              | .ml             | .ni              |
| المنطقة الزمنية                                           | 00              | 00               |

## منظمات دولية مشتركة
يشترك البلدان في عضوية مجموعة من المنظمات الدولية، منها:
| علم المنظمة | اسم المنظمة                               | تاريخ انضمام مالي | تاريخ انضمام نيكاراغوا |
| ----------- | ----------------------------------------- | ----------------- | ---------------------- |
|             | منظمة حظر الأسلحة الكيميائية              | ?                 | ?                      |
|             | البنك الدولي للإنشاء والتعمير             | 27 سبتمبر 1963    | 14 مارس 1946           |
|             | منظمة التجارة العالمية                    | ?                 | ?                      |
|             | المركز الدولي لتسوية المنازعات الاستشارية | 2 فبراير 1978     | 19 أبريل 1995          |
|             | الأمم المتحدة                             | 28 سبتمبر 1960    | 24 أكتوبر 1945         |
|             | منظمة الشرطة الجنائية الدولية             | ?                 | ?                      |
|             | وكالة ضمان الاستثمار متعدد الأطراف        | 22 أكتوبر 1992    | 12 يونيو 1992          |
|             | يونسكو                                    | 7 نوفمبر 1960     | 22 فبراير 1952         |
|             | مؤسسة التنمية الدولية                     | 27 سبتمبر 1963    | 30 ديسمبر 1960         |
|             | مؤسسة التمويل الدولية                     | 9 مايو 1978       | 20 يوليو 1956          |
|             | الاتحاد البريدي العالمي                   | ?                 | ?                      |
|             | الاتحاد الدولي للاتصالات                  | 21 أكتوبر 1960    | 12 مايو 1926           |

## وصلات خارجية
- موقع وزارة الخارجية النيكاراغوية